# Ylmar de Almeida Correia
Ylmar de Almeida Correia (Florianópolis, 12 de novembro de 1916 — Florianópolis, 19 de dezembro de 1977) foi um médico e político brasileiro.
Filho do médico Carlos José da Mota de Azevedo Correia e de Maria Guiomar de Almeida Correia. Seu pai fundou e dirigiu em 1927 o atual Hospital e Maternidade Doutor Carlos Corrêa.
Formado em medicina pela Universidade Federal do Paraná (1939).
Foi deputado à Assembleia Legislativa de Santa Catarina na 1ª legislatura (1947 — 1951), como suplente convocado, e na 2ª legislatura (1951 — 1955), eleito pelo Partido Social Democrático (1945-2003) (PSD).